# Saint-Céols
Saint-Céols é uma comuna francesa na região administrativa do Centro, no departamento Cher. Estende-se por uma área de 3,57 km². Em 2010 a comuna tinha 14 habitantes (densidade: 3,9 hab./km²).